# Wendy Sulca
Wendy Sulca Ahuite, född 1996 i San Juan de Miraflores, Peru, är en peruansk sångerska och internetfenomen som sjunger andinsk Huaynomusik. Hon har blivit berömd tack vare Youtube, där hennes videoklipp "La tetita" och "Cerveza, cerveza" var för sig överskridit tio miljoner träffar.
I april 2010 publicerade Wendy Sulca sången "En tus Tierras bailare" med de två youtube-stjärnorna Delfin Quishpe och Tigresa del Oriente. Låten fick snabbt uppmärksamhet i latinamerikansk media och hade på mindre än en månad mer än en miljon träffar och omdebatterades i en rad tv-program och tidningar. Låten har senare kallats "Youtubes We Are The World" av Calle 13-sångaren Residente.